# Champagnier
Champagnier ist eine französische Gemeinde mit 1.506 Einwohnern (Stand: 1. Januar 2022) im Département Isère in der Region Auvergne-Rhône-Alpes (vor 2016 Rhône-Alpes). Sie gehört zum Arrondissement Grenoble und zum Kanton Le Pont-de-Claix. Die Einwohner werden Champagnards genannt.

## Geographie
Die Gemeinde Champagnier liegt etwa acht Kilometer südsüdöstlich von Grenoble auf einer ca. 100 Höhenmeter über dem Drac-Tal gelegenen Flussterrasse. Die Romanche mündet im Süden der Gemeinde in den Drac. Umgeben wird Champagnier von den Nachbargemeinden Échirolles im Norden, Jarrie im Osten, Champ-sur-Drac im Süden, Varces-Allières-et-Risset im Südwesten sowie Le Pont-de-Claix im Westen und Nordwesten.

## Bevölkerungsentwicklung
| Jahr                       | 1962 | 1968 | 1975 | 1982 | 1990 | 1999 | 2006 | 2013 |
| -------------------------- | ---- | ---- | ---- | ---- | ---- | ---- | ---- | ---- |
| Einwohner                  | 540  | 591  | 641  | 683  | 902  | 961  | 1088 | 1280 |
| Quellen: Cassini und INSEE |      |      |      |      |      |      |      |      |

## Sehenswürdigkeiten
- Kirche Saint-André aus dem 19. Jahrhundert, Glockenturm aus dem 12. Jahrhundert
- Gebäude des Tempelritterordens

|  |  |